# Harpalus obnixus
Harpalus obnixus är en skalbaggsart som beskrevs av Thomas Casey. Harpalus obnixus ingår i släktet Harpalus och familjen jordlöpare. Inga underarter finns listade i Catalogue of Life.